# بحيرة باول

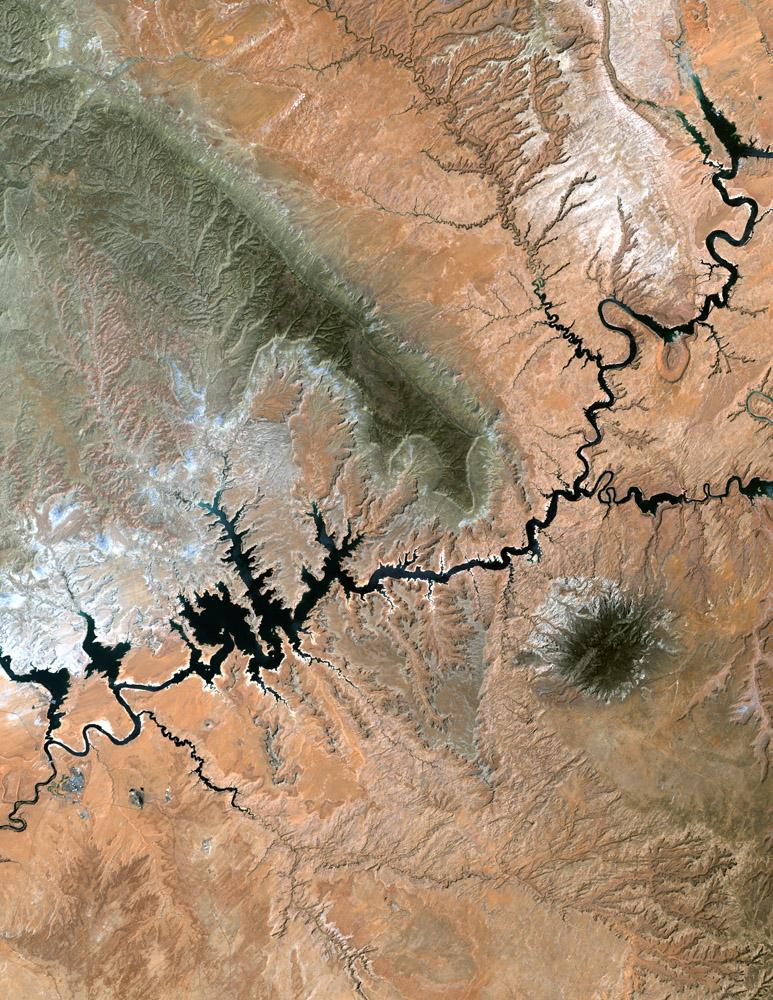
بحيرة باول من الفضاء

بحيرة باول هي خزان مياه كبير يقع على نهر كولورادو، على الحدود المرسومة بين ولايتي يوتا وأريزونا، وهو قريب جداً جسر قوس القزح في ولاية يوتا. ويجتمع حوله أكثر من مليوني شخص في أوقات العطل الرسمية كل عام. وهو ثاني أكبر خزان ماء صنعه الإنسان، فتصل قدرته إلى تخزينه ما يزيد على 24,322,000 قدم مربع من المياه عندما يمتلئ بالكامل. وقد تم إنشاء بحيرة باول عندما حدثت فيضانات سد وادي جلين عندما انهار سد وادي جلين.
وتعتبر بحيرة باول مخزن كبير للمياه يفيد الولايات المطلة على الحوض وهي: كولورادو، يوتا، وايومنغ، نيو مكسيكو. وكذلك يعمل هذا الحوض على إمداد أريزونا ونيفادا وكاليفورنيا بما مقداره 7.500.000 قدم مربع (9.3 كم3) من المياه سنوياً.